# Амата Кабуа
Амата Кабуа (англ. Amata Kabua; 1928—1996) — державний діяч Маршаллових островів, перший президент Маршаллових Островів (1979 по 1996). Помер, перебуваючи на посаді президента після довгої і тривалої хвороби на Гавайських островах. Наступником Амата Кабуа на посаді президента став його кузен Імата Кабуа.

## Життєпис
Походив з королівської сім'ї Маршаллових островів. Розпочав свою кар'єру шкільним вчителем, потім директором школи та головним діловодом Ради Ірої в 1950-х. Він був обраний до Ради Мікронезії як представник, а пізніше сенатором до Конгресу Мікронезії в 1963 році, де також обіймав один термін президентом Конгресу Мікронезії. Амата Кабуа був першим президентом Маршаллових островів у 1979 році, коли була ухвалена її перша конституція. Після того, як у 1982 році помер його старший брат Джоба Кабуа, Амата Кабуа успадкував титул за атолом Маджуро. Пізніше він став першим президентом Маршаллових островів, коли нація здобула незалежність у вільній асоціації зі США. Він був головним учасником переговорів про здобуття незалежності на Маршаллових островах і Маршаллез вважається батьком-засновником сучасної нації. Він написав слова та музику до національного гімну «Назавжди Маршаллові острови».
Амата Кабуа помер на посаді після тривалої хвороби, 20 грудня 1996 року на Гаваях. Він вирішив бути похованим біля своєї родини на Лонг-Айленді.